# Danmarks ambassade i Kuala Lumpur
Danmarks ambassade i Kuala Lumpur er Danmarks officielle repræsentation i Malaysia. Ambassaden blev åbnet den 15. august 2024 for at styrke de diplomatiske og økonomiske forbindelser mellem Danmark og Malaysia.
Ambassadens primære opgaver omfatter at fremme politisk dialog, støtte danske virksomheder på det malaysiske marked og yde konsulær bistand til danske borgere i Malaysia. Derudover arbejder ambassaden for at styrke samarbejdet inden for områder som handel, kultur og uddannelse samt at understøtte bæredygtig udvikling og økonomisk vækst i Malaysia.

## Historie
Danmark og Malaysia har opretholdt diplomatiske forbindelser siden 1960'erne. Den danske ambassade i Kuala Lumpur blev oprindeligt etableret i 1968 for at fremme de diplomatiske og økonomiske forbindelser mellem Danmark og Malaysia. I 2021 blev ambassaden imidlertid lukket, og ansvaret for de bilaterale relationer blev overført til den danske ambassade i Indonesien.
I december 2024 genåbnede Danmark sin ambassade i Kuala Lumpur som led i en fornyet indsats for at styrke de bilaterale relationer, især inden for handel og investeringer.